# Židé na Gibraltaru

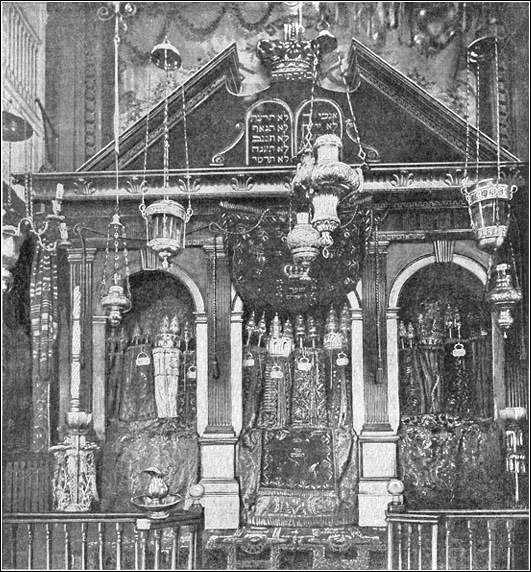
v gibraltarské synagoze

Židovská komunita na Gibraltaru se nachází více než 650 let. První cenzus zde proběhl v roce 1753 a počet obyvatel židovské víry zde byl 572. K roku 1777 stoupl počet židovských obyvatel na 863, k roku 1787 poklesl na 776. V průběhu 19. století nejsou známa přesná čísla, ale ví se, že roku 1805 byla polovina obyvatel Gibraltaru židovského vyznání. Maxima dosáhla židovská komunita 1878, kdy počet Židů na Gibraltaru byl 1533. K roku 2001 se zde nacházelo 584 (zhruba 2 % celkové populace). Velké množství gibraltarských Židů náleží k sefardské větvi, ale je zde také množství britských Židů. Hovoří zde anglicky, ladinem a arabsky.